# Phrynosoma orbiculare
A Phrynosoma orbiculare a hüllők (Reptilia) osztályának pikkelyes hüllők (Squamata) rendjébe, ezen belül a békagyíkfélék (Phrynosomatidae) családjába tartozó faj.

## Előfordulása

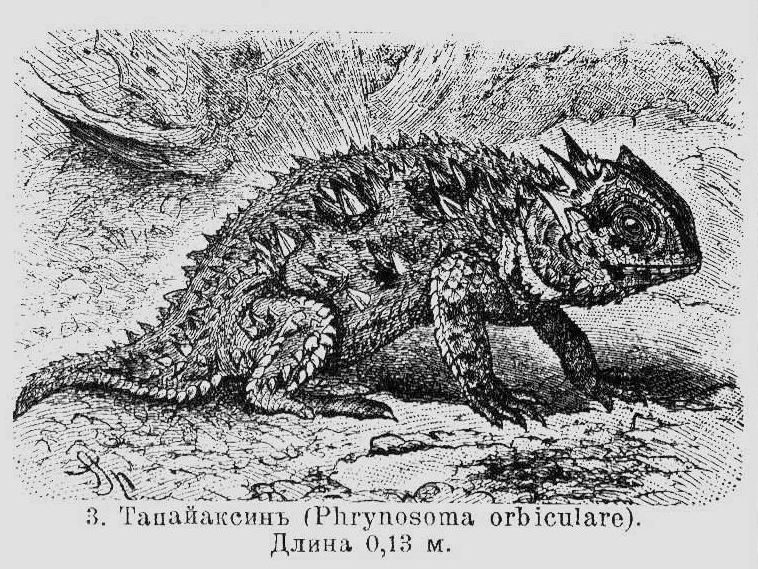
Régi rajz a gyíkról

A Phrynosoma orbiculare Mexikó egyik endemikus gyíkja. Az országon belül a következő tagállamokban lelhető fel: Chihuahua, Sinaloa, Durango, Coahuila, Zacatecas, Jalisco, Aguascalientes, San Luis Potosí, Querétaro, Hidalgo, Guanajuato, Morelos, Veracruz, Puebla, Tlaxcala, Guerrero, talán México szövetségi államban is. 1000-2500 méteres tengerszint feletti magasságban fordul elő.
Néhol nagyon gyakori.

## Alfajai
- Phrynosoma orbiculare bradti Horowitz, 1955
- Phrynosoma orbiculare cortezii (A.H.A. Duméril & Bocourt, 1870)
- Phrynosoma orbiculare dugesii (A.H.A. Duméril & Bocourt, 1870)
- Phrynosoma orbiculare orbiculare Linnaeus, 1758)
- Phrynosoma orbiculare orientale Horowitz, 1955

## Életmódja
A szárazabb fenyveseket, tölgyerdőket és borókásokat kedveli, de az agávé és fügekaktusz mezőkön is jelen van. A mezőgazdasági területeket sem veti meg, azonban az erdőirtás és az erdők feldarabolódása veszélyezteti a fajt. Az állattokkal való kereskedelem és a házi állatok (macska, kutya) jelentenek nagyobb veszélyt a Phrynosoma orbiculare számára.